# Dos arquivos do trasno
Dos arquivos do trasno (en català, "Dels arxius del follet") és un llibre de contes de l'escriptor gallec Rafael Dieste, publicat l'any 1926. En la seva primera edició, l'obra contenia vuit relats, però en la segona publicada per Galaxia el 1962, el nombre de relats va ser augmentat a vint.

## Contingut
El llibre comença amb un esbós de teoria del conte a través de sis aforismes, estil que molts escriptors de l'època utilitzaven per donar a conèixer les seves concepcions sobre l'art poètica. Constitueix la primera reflexió sobre el gènere en les lletres gallegues. Dos arquivos do trasno conté la temàtica més característica de la literatura gallega: la mort, la nostàlgia, la presència dels morts, el misteri, la dignitat, l'emigració i el retorn a la terra. Quant a la seva realització estètica, el llibre té les seves arrels en l'estructura del relat oral, que es manifesta en les fonts temàtiques d'on treu material i en els registres estilístics que fa servir. Hi abunden els testimonis referents a l'admiració de l'escriptor vers les expressions de la cultura popular.
Realitat i fantasia, els dos plànols en els quals s'emmarca l'obra, queden plantejats ja des del títol. És així que, en alguns casos, els relats del llibre exploren vivències que freguen el fantàstic. Els personatges són els qui creen l'atmosfera. Tots els contes tenen un moment de tensió màxima, la qual cosa aconsegueix Dieste amb una presència mínima de personatges, una precisió màxima del llenguatge i un ús perfecte dels ritmes. Els diversos individus i tipus - nens, vells, mariners, rodamons- que poblen les pàgines de Dos arquivos do trasno formen en conjunt un retrat molt viu del variat caràcter gallec. Però no es limita al folklòric, sinó que, per contra, transforma aquest substrat popular gallec en realitzacions estètiques de projecció universal.

### Contes
- Sobre da morte de Bieito
- De cómo se condenou o Ramires
- A volta
- A luz en silencio
- Historia dun xoguete
- O vello Moreno
- O vagamundo
- O vello que quería ve-lo tren
- O neno suicida
- Na morte de Estreliña
- O grandor do mundo
- Pampín
- Espanto de nenos
- Na ponte de ferro
- Nova York é noso
- O caso dos tres fornos
- Once mil novecentos vinteseis
- O drama do cabalo de xadrez
- Un conto de Reis
- De cómo veu a Rianxo unha balea